# Hans von Borsody
Hans Eduard Herbert von Borsody (n. 20 septembrie 1929, Viena, Republica Austriacă – d. 4 noiembrie 2013, Kiel, Germania) a fost un actor de film german de origine maghiaro-austriacă, fiul lui Eduard von Borsody, nepotul lui Julius von Borsody și tatăl actriței Suzanne von Borsody.

## Filmografie selectivă
- 1955 Don Giovanni regia Walter Kolm-Veltée